# Colin Walker (Schauspieler)
Colin Walker (* in New Orleans, Louisiana) ist ein US-amerikanischer Schauspieler.

## Leben
Walker wurde in New Orleans geboren, wo seine Familie seit den 1700er Jahren wohnhaft ist. Er studierte von 1991 bis 1995 an der Santa Fe University of Art and Design. Er beendete sein Schauspiel- und Regie-Studium mit einem Bachelor-Abschluss. Er ist mit der Filmproduzentin Cathy Kim Walker verheiratet. Die beiden haben zwei gemeinsame Kinder.
Sein Filmschauspieldebüt gab Walker 2004 als Journalist in Able Edwards. Danach erhielt er Episodenrollen unter anderen in den Fernsehserien Zeit der Sehnsucht, The Unit – Eine Frage der Ehre und The Defenders. Ab 2011 bis einschließlich 2013 verkörperte er die Rolle des Special Agent Collington in der HBO-Fernsehserie Treme. 2014 war er im Horrorfilm Devil’s Due – Teufelsbrut in der Rolle des Stanley zu sehen. 2015 mimte er die größere Rolle des Teddy im Kurzfilm Lone Hunter, der am 24. April 2015 auf dem Los Angeles Asian Pacific Film Festival gezeigt wurde. Im selben Jahr wirkte er außerdem im Katastrophenfilm Impact Earth mit. 2016 spielte er in vier Episoden der Fernsehserie Powerhouse die Rolle des Leon Walsh. Im selben Jahr übernahm er die Rolle des Tom Tremaine im Fernsehfilm Civil. Eine größere Rolle hatte er 2022 in Code Name Banshee inne. 2024 spielte er in einer Episode der Fernsehserie FBI: Most Wanted mit.

## Filmografie (Auswahl)
- 2004: Able Edwards
- 2004: Crossballs: The Debate Show (Fernsehserie, Episode 1x02)
- 2005: Zeit der Sehnsucht (Days of Our Lives, Fernsehserie, Episode 1x10108)
- 2005: Passions (Fernsehserie, Episode 1x1578)
- 2006: The Unit – Eine Frage der Ehre (The Unit, Fernsehserie, Episode 2x04)
- 2011: The Defenders (Fernsehserie, Episode 1x18)
- 2011–2013: Treme (Fernsehserie, 8 Episoden)
- 2012: Breakout Kings (Fernsehserie, Episode 2x10)
- 2012: Common Law (Fernsehserie, Episode 1x02)
- 2012: Schatten der Leidenschaft (The Young and the Restless, Fernsehserie, Episode 1x9975)
- 2013: Der Butler (The Butler)
- 2014: Devil’s Due – Teufelsbrut (Devil’s Due)
- 2014: Devious Maids – Schmutzige Geheimnisse (Devious Maids, Fernsehserie, Episode 2x05)
- 2015: Maggie
- 2015: Lone Hunter (Kurzfilm)
- 2015: Impact Earth
- 2015: Navy CIS: New Orleans (NCIS: New Orleans, Fernsehserie, Episode 1x22)
- 2016: Aquarius (Fernsehserie, Episode 2x03)
- 2016: Wild Oats
- 2016: Powerhouse (Fernsehserie, 4 Episoden)
- 2016: Civil (Fernsehfilm)
- 2017: June, Adrift
- 2018: The First (Fernsehserie, Episode 1x06)
- 2018: Light My Fire (Kurzfilm)
- 2019: The Blacklist (Fernsehserie, Episode 7x06)
- 2019: PHX (Kurzfilm)
- 2021: Love Life (Fernsehserie, Episode 2x08)
- 2022: Code Name Banshee
- 2024: FBI: Most Wanted (Fernsehserie, Episode 6x06)